# Daniel Blumenthal
Pour les articles homonymes, voir Daniel Blumenthal (homonymie) et Blumenthal.
Daniel Blumenthal, né le 25 janvier 1860 à Thann et mort le 30 mars 1930 à Paris, est un homme politique alsacien.

## Biographie
Il est maire de Colmar de 1905 à 1914. Il est également député de Strasbourg au Reichstag et sénateur de l'Alsace-Lorraine. 
Son corps repose dans le cimetière de Metzeral.
La rue Daniel Blumenthal à Colmar, est nommée en son honneur. 

## Sources
- « Dossier de Légion d'honneur de Daniel Blumenthal. », sur culture.gouv.fr (consulté le 24 janvier 2015)